# 上大河駅

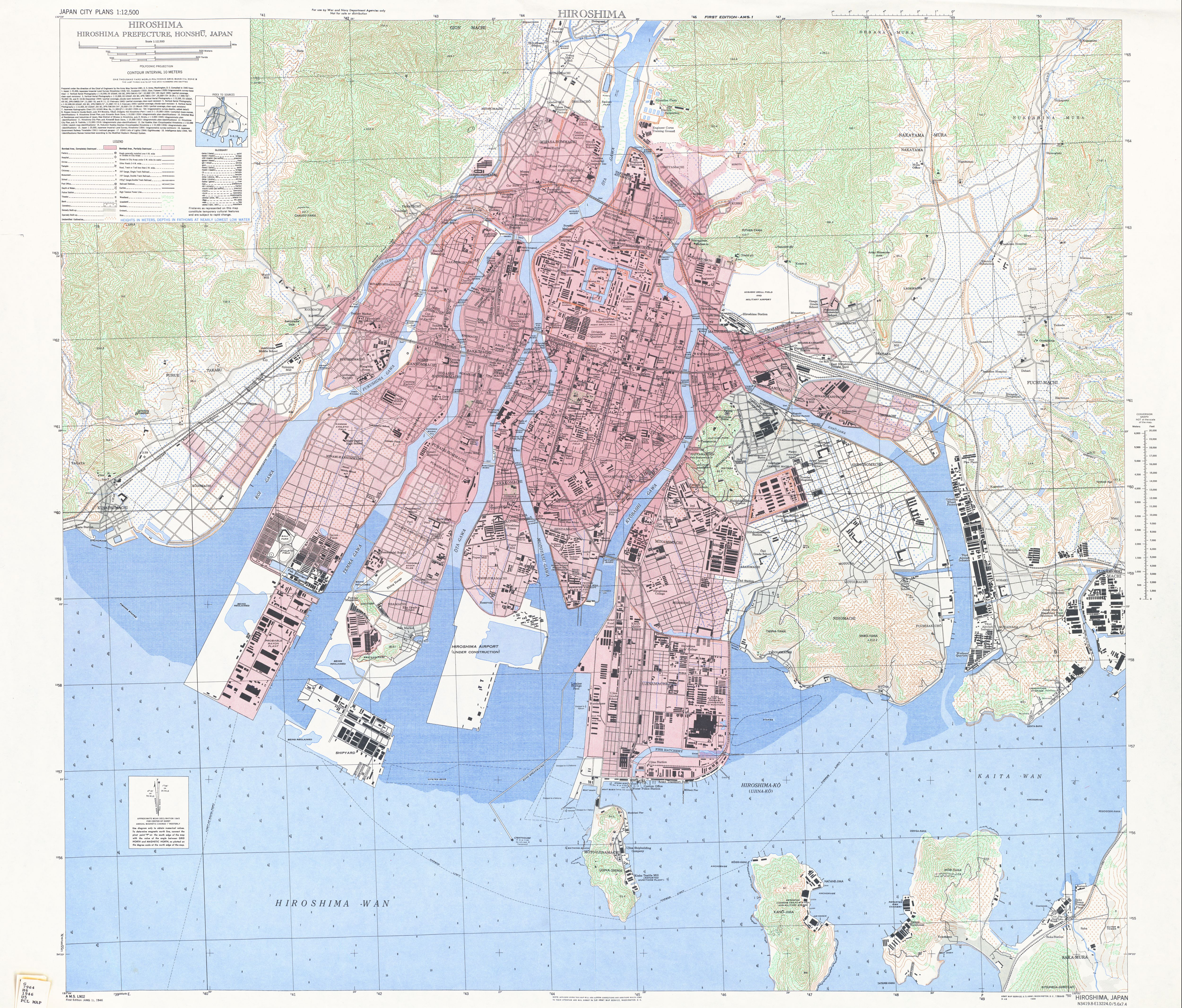
1945年アメリカ軍作成の広島市地図。"Heikishishōmae Station（兵器支廠前）"と"Hifukushishōmae Station（被服支廠前）"が確認できる。前者については駅の位置が上大河駅廃止時の位置とは異なっている。

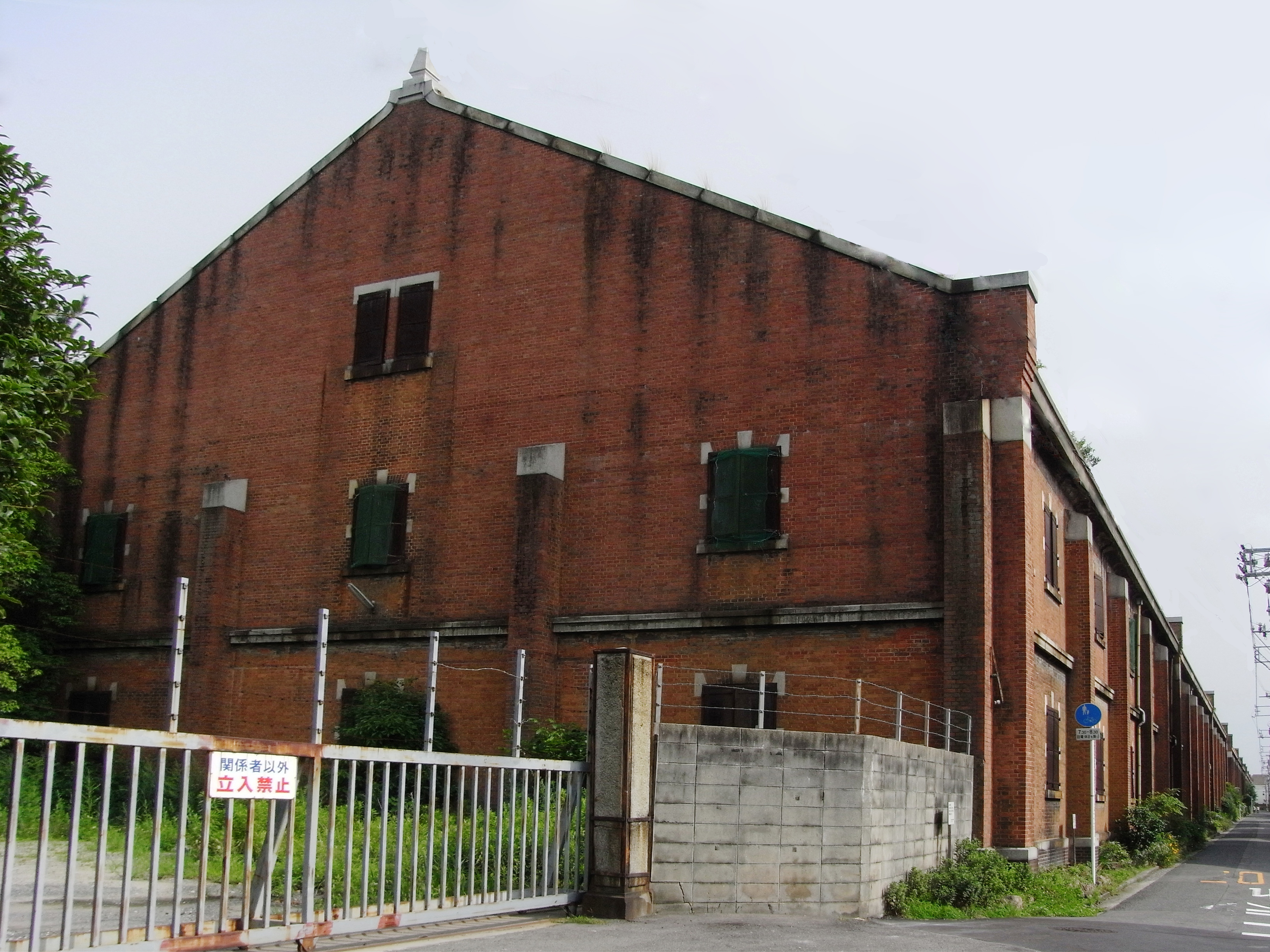
広島陸軍被服支廠の旧施設（2009年現在）。初代駅の近隣に立地していた。

上大河駅（かみおおこうえき）は、かつて広島県広島市出汐町（現在の南区出汐）に所在していた日本国有鉄道（国鉄）宇品線の旅客駅である。
この項目では、同駅の前身である「比治山駅」（ひじやまえき / 1932年 - 1943年設置）、この駅の新設により廃止された初代「上大河駅」（1930年 - 1947年設置）、および先行する「比治山簡易停車場」（ - かんいていしゃじょう / 1903年 - 1919年設置）についても扱う。

## 概要
第二次世界大戦前、宇品線の営業を委託されていた芸備鉄道により、現在の広島大学霞キャンパス正門付近に開業された「比治山駅」が、その後国鉄への移管を経て、戦時中の燃料事情により休業していたものを、戦後になり上大河駅と改称し、新たに開業したものである（これにより次駅である同名の「上大河駅」は廃止された）。駅の乗降客の多くは、戦前においては駅前に所在した広島陸軍兵器支廠（現在の南区霞）の職員・従業員、戦後においては兵器支廠跡地に移転した広島県庁を始めとする官公庁の職員、および広島大学医学部・附属病院を始めとする近隣の学校に通勤・通学する教職員・学生・生徒であった。広島駅からの所要時間は1960年代後半には8 - 9分（南段原駅通過の場合は6分）。1972年の宇品線の旅客営業全面廃止に伴い廃止されたのち、2012年時点で駅施設・線路などは完全に撤去されており、駅の跡地を示すモニュメントも設置されていない。

## 歴史
旧国鉄宇品線には、所在地の異なる2つの「上大河駅」が異なる時期に存在しており、便宜上、本項目では開業順に「（初代）上大河駅」（初代駅）および「（2代目）上大河駅」（2代目駅）と表記する。

### 比治山簡易停車場
1903年1月、当時宇品線を管轄していた山陽鉄道は広島駅から2.9 km（のちの（2代目）上大河駅から0.5 km）の位置に「比治山簡易停車場」を開業した。同停車場は宇品・丹那とともに山陽鉄道により宇品線に設置された停車場の一つであり、次駅の丹那簡易停車場との駅間距離は1.1 kmであった。同停車場からは隣接する広島陸軍被服支廠への支線が設置され同所の発着荷物の取り扱いが行われた。山陽鉄道国有化（1906年12月）を経た1919年8月、広島 - 宇品間の旅客営業廃止により比治山停車場は廃止となった。

### （初代）上大河駅
初代駅は、1930年12月の芸備鉄道によるガソリンカーでの一般旅客営業開始に伴い新設・開業された4駅の一つであり。開業時の名称は「被服支廠前停留場」で、広島駅からの距離は2.7km、この時点での前駅の東段原駅、次駅の丹那駅とはそれぞれ1.3 km、1.1 kmの距離（駅間キロ）があった。ついで1937年7月、芸備鉄道の国有化に伴い、近隣の地名にちなんで上大河駅と改称された。戦時下、ガソリンカー運転休止にともない宇品線は前駅の比治山駅を含め4駅が営業休止となったにもかかわらず、初代駅は存続した。しかし戦後の1947年3月になって廃止され、代わりにそれまで休業していた比治山駅が「上大河駅」（2代目）に改称され営業が再開されることとなった（後述）。

### 比治山駅→（2代目）上大河駅
2代目駅の前身となる比治山駅は1932年9月に芸備鉄道により「兵器支廠前停留場」として開業し、広島駅からの距離は2.4 km、この時点の前駅の南段原駅、次駅の（初代）上大河駅とはそれぞれ0.6 km、0.3 kmの距離があった。その後1937年7月、この駅は芸備鉄道国有化に伴い近隣の比治山にちなみ比治山駅と改称されたが、第二次世界大戦中、ガソリン不足によりガソリンカーが運転休止となったため、1943年10月にいったん営業休止となった。
戦後、陸軍兵器補給廠（陸軍兵器支廠を改称）の廃止にともない、また原爆投下で壊滅していた広島県庁舎が1946年8月に同跡地に移転したのを始めとして、広島財務局・税務講習所広島支所・国家警察中国管区本部および広島県本部・広島地方警察学校・内務省中国四国土木出張所・広島労働基準局・広島地方経済安定局などの官公庁、広島県農業会などの民間団体が同地に移転・入居した。これにより休業していた比治山駅の営業再開の需要が高まり、先述の通り1947年3月、上大河駅と改称した上で新たに開業した。
戦後の駅の利用者は、先述の県庁・官公庁職員のほか、近隣に所在する学校（進徳女子高・県立皆実高・県立広島工業高・比治山女子高など）に通勤・通学する教職員・学生・生徒が大半であり、沿線の住民は市内中心部に直通するバス路線を利用していたため、宇品線の利用者は限定されており、また上大河駅以南の区間になると乗客も激減する状況であった。このため、1956年4月に広島県庁舎・広島県議会議事堂が現在地の基町（中区）に移転し、さらに上八丁堀に合同庁舎1号館が完成して官公庁が次々に霞地区から転出すると上大河駅の利用者数は減少に向かい、また1966年には駅の南に新広島バイパス（現在の国道2号線）が開通し宇品線との平面交差の弊害が予想されたこともあって、国鉄内部では最悪の赤字路線の一つに転落した宇品線の廃止論議が高まった。しかし公共機関の転出と入れ替わりに1957年2月には広島大学医学部・附属病院が同跡地に移転していたため通学者にとってこの駅の需要は大きく、また通学のための代替交通手段を確保する目処も立たなかったため、1966年12月には上大河 - 宇品間の一般旅客業務を廃止して貨物専用線とし、広島・上大河間に平日4往復（休日2往復）の通勤通学定期客専用列車を運行させ、上大河駅で折り返し運転を行うこととなった。これにより上大河駅より先の駅は廃止となり、上大河駅（および前駅の南段原駅）の発着時刻も市販の時刻表には記載されなくなった。そして1972年4月、宇品線の旅客営業全面廃止に伴ってこの駅は廃止となった。

### 年表

#### 比治山簡易停車場
- 1903年（明治36年）1月20日：山陽鉄道により比治山簡易停車場が開業[2]。
- 1905年（明治38年）12月31日：山陽鉄道により陸軍被服廠広島派出所への側線が設置され、同所の発着荷物の取扱を開始。
- 1906年（明治39年）
  - 2月1日：停車場位置変更（届出）広島-比治山間1.7哩を1.8哩へ[3]
  - 12月1日：山陽鉄道国有化により鉄道作業局[注 9]に移管。
- 1919年（大正8年）8月1日：宇品線の旅客営業廃止に伴い、停車場は廃止[1]。

#### （初代）上大河駅
- 1930年（昭和5年）12月20日：被服支廠前停留場として芸備鉄道が開業[1]。
- 1937年（昭和12年）7月1日：芸備鉄道国有化により停留場から停車場に昇格し、上大河駅に改称（初代）[1]。
- 1947年（昭和22年）3月20日：（2代目）上大河駅の開業に伴い、当駅を廃止。

#### 比治山駅→（2代目）上大河駅
- 1932年（昭和7年）9月25日：兵器支廠前停留場として芸備鉄道が開業。
- 1937年（昭和12年）7月1日：芸備鉄道国有化により停留場より停車場に昇格し、比治山駅に改称。
- 1943年（昭和18年）10月1日：比治山駅が営業休止。
- 1947年（昭和22年）3月20日：旧・比治山駅を上大河駅と改称し開業（2代目）。
- 1962年（昭和37年）4月16日：日本交通観光社による業務委託駅となる[4]。
- 1966年（昭和41年）12月20日：営業範囲を旅客から旅客（ただし、定期乗車券の所持の旅客に限る。）へ改正[5]。駅員無配置駅となる[6]。上大河駅・宇品駅間の旅客運輸営業を廃止。
- 1972年（昭和47年）4月1日：宇品線広島駅 - 上大河駅間の旅客運輸営業廃止に伴い、当駅を廃止[1]。

## 駅の所在地・構造
比治山簡易停車場は、宇品線のルートおよび駅間距離より現在の出汐3丁目9番交差点（かつての出汐踏切）の南側、現在の合同宿舎出汐住宅付近に所在していたと推定される。これに対し、初代「上大河駅」は、現在の同交差点の北側に位置していたと推定され、両駅の西側に広島陸軍被服支廠（現在の広島県立広島皆実高等学校・広島県立広島工業高等学校校地）が立地していた。ホームの構造については、他の宇品線の多くの駅と同様、1面1線の単式片面構造だったと考えられるが、ホーム・駅舎の位置など詳細は不明である。
2代目駅（および前身である比治山駅）は、戦前においては広島陸軍兵器支廠、戦後においては広島大学霞キャンパスの正門右脇（現在の南区出汐1丁目5番）に位置しており、駅の北側には踏切（比治山第三踏切）が設けられていた。戦後期の駅の構造は、ホームと線路の西側に水路を隔てて駅前の小広場と改札口を備えた二階建の駅舎が立地していた。ホームは行き違い設備のない1面1線の単式片面構造で線路の西側にあり、兵器支廠（戦後の広大霞キャンパス）の南西側の壁に接していたが、その敷地も同施設から借用したものであり、乗降客数に比してきわめて狭隘な造りであった。このため、1966年の一般旅客業務の廃止以降上大河駅での折り返し運転に際して、単線駅であるため前部の機関車を後部に付け替えることができず、旅客列車は客車の前後に機関車をつけた双頭列車で運転された。また1966年以後それまでの駅舎は撤去され、1972年の廃止時には、ホーム以外の駅施設は駅員の控所程度のものを残すのみになっていた。

## 近隣の施設
廃止時（1972年4月）のもの。
- 広島大学医学部・付属病院（広島大学霞キャンパス） - 戦前の旧駅名（停車場名）の由来となった広島陸軍兵器支廠敷地で戦後初期に広島県庁として使用されたものを継承し、現在に至っている。
- 広島県警察学校 - 広島陸軍兵器支廠敷地を継承。その後安芸郡坂町に移転、現在は広島市立段原中学校校地に転用されている。
- 広島県立広島皆実高等学校 - 戦前の旧駅名（停車場名）の由来となった広島陸軍被服支廠敷地を継承し現在に至っている。
- 進徳女子高等学校 - 戦前の陸軍電信第二連隊の駐屯地を継承し現在に至っている。
- 比治山公園 - 戦前の旧駅名の由来となった。
- 新広島バイパス（国道2号線）
- 比治山女子中学校・高等学校
- 県営アパート

## 駅址の現状
上大河駅の廃止後、宇品線は「宇品四者協定線」として広島・宇品間を1日早朝1往復の貨物列車が通過するのみとなり、日中の列車の往来がなくなったため、かつての駅構内の線路は近隣住民により通路や遊び場などとして使用されるようになった。ホームなどの施設も1980年代まで撤去されないまま残されていた。1986年10月に至って四者協定線が廃止され、列車の運行が完全になくなったのちも線路などはしばらく放置されていたが、段原地区の再開発事業の進行にともなって線路脇の水路は埋め立てられ、線路も撤去されて1990年代半ばの時点では雑草の生い茂る空き地となっていた。その後線路の跡地には上下1車線ずつの狭い車道が造成され、駅北側の比治山第三踏切は「広島大学附属病院前交差点」となって現在に至っている。
上大河の駅舎の跡地は出汐第一公園となっているが、前後駅の南段原・下大河の跡地と異なり、かつてこの地に駅が所在していたことを示す記念物は近隣の地点を含めて設置されていない。

## 隣の駅
2代目駅の設置（1947年3月20日）時点のもの。
日本国有鉄道
宇品線
南段原駅 - 上大河駅 - 下大河駅